# Qomolangma Tomato

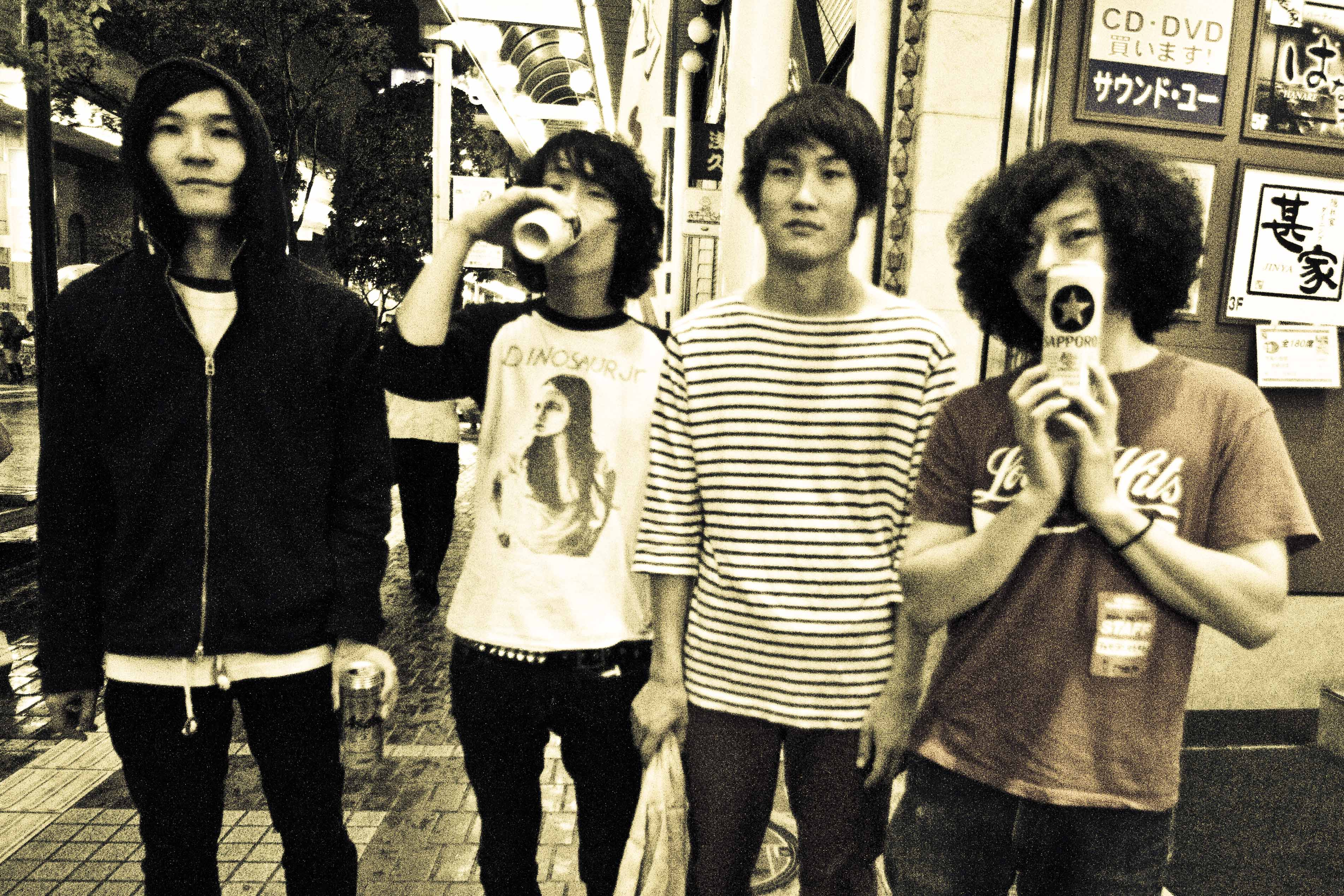
メンバー2010年頃

Qomolangma Tomato（チョモランマ・トマト）は、2003年に横浜にて結成された日本のオルタナティヴ・ロックバンド。男性4人によって構成される。

## メンバー
石井成人（いしい なると、1983年12月7日 - ）
ボーカル担当。結成時メンバー。
全ての楽曲で作詞を担当。作曲も手がける。
現在、ソロ活動及びバンド活動を休止している。
小倉直也（おぐら なおや、1983年9月16日 - ）
ギター担当。結成時メンバー。
MASS OF THE FERMENTING DREGSのサポート（2011）、現在加入（2016-）。
HCバンドBADU ERYKAH、ROCKバンドSYMBOLのメンバーでもある。
ボーカルの石井とは3歳からの付き合いがある。
大工原幹雄（だいくはら みきお、1982年3月3日 - ）
ドラムス担当。
2006年8月サマーソニック出演前に加入。
HCバンドBADU ERYKAH、ROCKバンドボロキチのメンバーでもある。
2020年1月サニーデイ・サービスに加入。
松下順二(まつした じゅんじ、1985年5月14日 - )
ベース担当。
2014年7月7日加入。
Anti Social Student(解散)、A.O.W(解散)を経て加入。
現在はNUBO、SOBUTのベースとして活動中。

## 元メンバー
山口義弘（やまぐち よしひろ）
ドラム担当。結成時メンバー。
初期の楽曲制作に関与していた。
2005年11月脱退。
山中治雄（やまなか はるお）
ベース担当。結成時メンバー。
2010年9月11日脱退。
シャイガンティ、ドレスコーズにてベーシストとして活動、現在脱退。
サポート期間を経て、2020年10月どついたるねんに加入。
北沢
ベース担当。
横須賀で活動していたcaramelmanのギタリスト。
3rdアルバム「カジツ」制作時からリリースツアー時に在籍。

## 来歴
2003年に地元横浜で結成され、主に市内・横須賀を拠点に活動を行う。当時、メンバーは19歳であった。
2005年初のプレス作品、『HONTOWASHIGARAMINONAKA（本当はしがらみの中）』を発売。ハイラインレコーズでのチャートインをきっかけに完売となる（現在は廃盤）。自主イベント『PUBLIC NOISE FADE OUT』を主宰し始める。
2006年に東芝EMI（EMIミュージック・ジャパン→現ユニバーサル ミュージック）とクリエイティブマンプロダクション主催のオーディションにて突如サマーソニックへ出場、アイランドステージのオープニングアクトを務めた。
2007年4月に1st ALBUM『チョモと僕は柵（しがらみ）の中』を東芝EMIより発売、初の全国TOURを行う。同作品は口コミやレコードショップで広がりを見せ、フジテレビの音楽番組FACTORYへの出演するなど多くのメディアにバンドを露出することになった。リード曲『through your reality』のミュージックビデオは映画監督松永大司によるもの。この曲はライブでも熱狂的に盛り上がる曲であり、当時のメンバーが10代の頃に制作されたとされている。2年連続となるサマーソニックのマウンテンステージにも出演。同年から、Dr.Downerとの2マンイベント『ガゼル・イート・ガゼル』を横須賀かぼちゃ屋にて現在まで毎年行っている。
2008年4月に2nd ALBUM『Limelight Blue on the Q.T.（ライムライト・ブルー・オン・ザ・クワイエット）』を東芝EMI傘下のAVOCADO RECORDSより発売、リリースTOUR『逃げろ、逃げるな』を敢行。初のワンマンを下北沢SHELTERで行いSOLD OUTする。同作品に収録の『Five sensens Five minutes』がTSUTAYAのパワープッシュになり全国的にかかり始める。2年連続でFACTORYにも出演。横須賀かぼちゃ屋で9mm parabellum bulletと2マンを行う。
2009年5月に3rd ALBUM『camouflage』をAVOCADO RECORDSより発売、現代美術作家のピュ〜ぴるがアートディレクションを担当。40本近いリリースツアーを敢行。渋谷CLUB QUATTROでワンマンを行う。同作品は、渋谷タワーレコードのインディーチャートで1位を記録。同年、COUNTDOWN JAPAN'09/10やASIAN KUNG-FU GENERATIONのツアーにも出演。MUSIC ON! TVで1時間に及ぶドキュメンタリー番組が放映された。
2010年9月に結成時のメンバーであるベーシストの山中が脱退し、同年12月に新メンバー・北沢の加入が発表された。
2012年3月に4th ALBUM『カジツ』をPOP GROUP Recordings(ポップグループ レコーディングス)より発売する。渋谷O-WESTにて3年ぶりのワンマンを敢行。同レーベル主催のイベントKAIKOOなどに積極的に参加する。また、MASS OF THE FERMENTING DREGSのボーカル宮本やmudy on the昨晩のギタリスト森がバンドに参加し、6人体制でライブを行うなどした。
2013年12月に北沢が脱退。
2014年7月に新メンバー・松下がベーシストとして加入。同年10月にSTEP UP RECORDS監修のコンピレーションアルバム"...OUT OF THIS WORLD"に"かなしみ射抜こう"で参加。
2015年6月に流通作品としての1st mini album『かなしみ射抜こう』を自主レーベル『しがらみプロダクション』より発売。4作品目となるミュージックビデオ『マジカルエンジン』をTM PAINTとFOOLISH GLORY STUDIOによるアニメーションの作品として出す。
2016年8月にFLAKE RECORDSより初のアナログ作品『TANPO / MACAO』を発売。12月28日のライブ出演を最後に活動を休止。
2019年12月に結成時メンバーである山口をドラムに迎え、横須賀PUMPKINにてライブを実施。今後の活動については不明瞭。

## ディスコグラフィー

### Demo
1. 1st Demo（2004年2月）
  1. through your reality
  2. 柵抜け

### 7inchシングル
Tanpo/Macao（2016年08月31日）
1. Tanpo
2. Macao

## ミュージックビデオ
| 監督                       | 曲名                                                                                            |
| 松永大司(Daishi Matsunaga) | 「through your reality」「FIVE SENSES-FIVE MINUTES -自分のしがらみに溺れるな-」「リレイション」 |

## 主なライブ

### ワンマンライブ・主催イベント
- 2008年04月11日-07月12日（37公演） - 2nd album release TOUR 「逃げろ、逃げるな」
w/ワッツーシゾンビ / 9mm Parabellum Bullet / ズボンズ / Discharming Man
- 2009年01月17日 - PUBLIC NOISE FADE OUT vol.7
w/OGRE YOU ASSHOLE
- 2009年02月15日 - PUBLIC NOISE FADE OUT vol.8
w/nhhmbase
- 2009年03月14日 - PUBLIC NOISE FADE OUT vol.9
w/lostage
- 2009年 - 「camouflage TOUR」
w/HAWAIIAN 6/OGRE YOU ASSHOLE/te'/スクイズメン/BEYONDS/毛皮のマリーズ/YOLZ IN THE SKY/miscorner/c+llooqtortion/6eyes/nhhmbase
- 2010年04月07日 - PUBLIC NOISE FADE OUT vol.10
w/曽我部恵一BAND
- 2010年06月20日 - PUBLIC NOISE FADE OUT vol.11
w/クリプトシティ / Dr.DOWNER
- 2010年07月03日 - PUBLIC NOISE FADE OUT vol.12
w/MASS OF THE FERMENTING DREGS
- 2010年07月04日 - PUBLIC NOISE FADE OUT vol.13
w/THE NOVEMBERS / 6EYES
- 2012年01月27日 - Qomolangma Tomato vs SuiseiNoboAz
- 2012年 - 4th album「カジツ」 リリースツアー
w/宮本菜津子 loves アディー / 8otto / Melt-Banana / OBRIGARRD (刃頭＋YANOMI) / 池永正二（あらかじめ決められた恋人たちへ）
- 2013年02月01日 - PUBLIC NOISE FADE OUT vol.14 共鳴
w/SuiseiNoboAz / tacobonds
- 2013年03月01日 - PUBLIC NOISE FADE OUT vol.15 覚醒
w/Fluid / Lillies and Remains
- 2013年04月01日 - PUBLIC NOISE FADE OUT vol.16 冒
w/skillkills / WRENCH
- 2014年05月08日 - PUBLIC NOISE FADE OUT vol.17
w/nhhmbase
- 2014年05月16日-18日 - 石井ナルトソロ引き語りツアー
- 2014年07月07日 - PUBLIC NOISE FADE OUT vol.18
w/LAGITAGIDA
- 2015年06月27日 - PUBLIC NOISE FADE OUT vol.19   「かなしみ射抜こう」リリースツアー　ワンマンライブ

- 2015年 - 「かなしみ射抜こう」リリースツアー  w/ Dr.DOWNER / bacho / mudy on the 昨晩 / SuiseiNoboAz / skillkills
- 2015年10月23日 - PUBLIC NOISE FADE OUT vol.20  w/ SuiseiNoboAz

- 2015年11月23日 - PUBLIC NOISE FADE OUT vol.21  w/ SuiseiNoboAz
- 2016年08月19日 - PUBLIC NOISE FADE OUT vol.22  w/ フライングイズナドロップ
- 2016年08月26日 - PUBLIC NOISE FADE OUT vol.23  w/ bacho

### 出演イベント
- 2006年08月13日 - SUMMER SONIC 2006
- 2007年08月11日 - SUMMER SONIC 2007
- 2007年10月21日 - HAWAIIAN6 & FUCK YOU HEROES presents 1997 2007
- 2008年06月01日 - SAKAE SP-RING2008
- 2008年09月17日 - M-ON! TV presents GG08
- 2008年10月12日 - ボロフェスタ08
- 2008年12月30日 - LIVE DI:GA JUDGEMENT 2008 UDAGAWA
- 2009年08月01日・02日 - HAWAIIAN6 & FUCK YOU HEROES presents 1997
- 2009年10月18日 - NEST FESTIVAL '09
- 2009年12月30日 - COUNTDOWN JAPAN 09/10
- 2009年12月31日 - VINTAGE × DI:GA 2010 presented by DISK GARAGE 30th Anniversary
- 2010年03月14日 - MASS OF THE FERMENTING DREGS presents 「3・2・1・」
- 2010年03月20日 - 黒猫チェルシー PRESENTS 「黒猫チェルシーホテル別館1階（回）」
- 2010年03月24日・26日 - mudy on the 昨晩 「moody pavilion tour 2010」
- 2010年04月17日 - THE NOVEMBERS ” Misstopia” release tour “find a pilica”
- 2010年06月13日 - 毛皮のマリーズ『Restoration Tour 2010』　VS SERIES
- 2010年07月10日 - kamomekamome "Happy Rebirthday To You Tour"
- 2011年03月27日 - ねごと お口ポカーン!!対決ツアー
- 2011年07月16日 - GFB'11（つくばロックフェス）
- 2011年07月17日 - AOMORI ROCK FESTIVAL '11 〜夏の魔物〜
- 2011年11月19日 - KAIKOO POPWAVE FESTIVAL 2011
- 2012年04月22日 - KAIKOO POPWAVE FESTIVAL 2012
- 2012年06月08日 - Here Comes The Sound extra
- 2012年09月15日 - Yuya Tsuji Presents ETERNAL ROCK CITY.2012
- 2012年10月06日 - REDLINE TOUR 2012
- 2012年11月01日 - SuiseiNoboAz LIVE DVD 発売記念 実写ツアー
- 2012年11月22日 - HighApps x New Audiogram #02
- 2013年05月25日 - 下北沢サウンドクルージング
- 2013年07月07日 - ゲスの極み乙女。 「ゲス乙女集会vol.2」
- 2014年06月09日 - STANCE PUNKS presents ロックの日 vol.15 〜SAVE THE NIPPON〜
- 2014年08月02日 - 東京・晴海客船ターミナル特設ステージ『Booked!』
- 2014年09月15日 - ぐるぐる回る2014
- 2014年10月11日 - TOYOTA ROCK FESTIVAL 2014
- 2015年03月14日 - ATATA vs Qomolangma Tomato
- 2015年08月22日 - ONE Music Camp 2015
- 2015年09月26日 - SUPER BEAVER vs Qomolangma Tomato
- 2016年01月09日 - マイナーリーグpresents 「WONDER GROUND 2016」
- 2016年03月05日 - MOROHA RELEASE TOUR 「上京タワーとバラ色の日々」
- 2016年03月26日 - 水戸サーキットイベント「えーじゃないか」

### インタビュー
- Rooftop（2007年）
- Rooftop（2008年）
- Rooftop（2009年）
- ototoy（2009年）
- Qomolangma Tomato VS SuiseiNoboAz ぴあ（2012年）
- ぴあ（2012年）